# Uragano Iota
L'uragano Iota è stato un uragano atlantico di categoria 4.

## Storia della tempesta

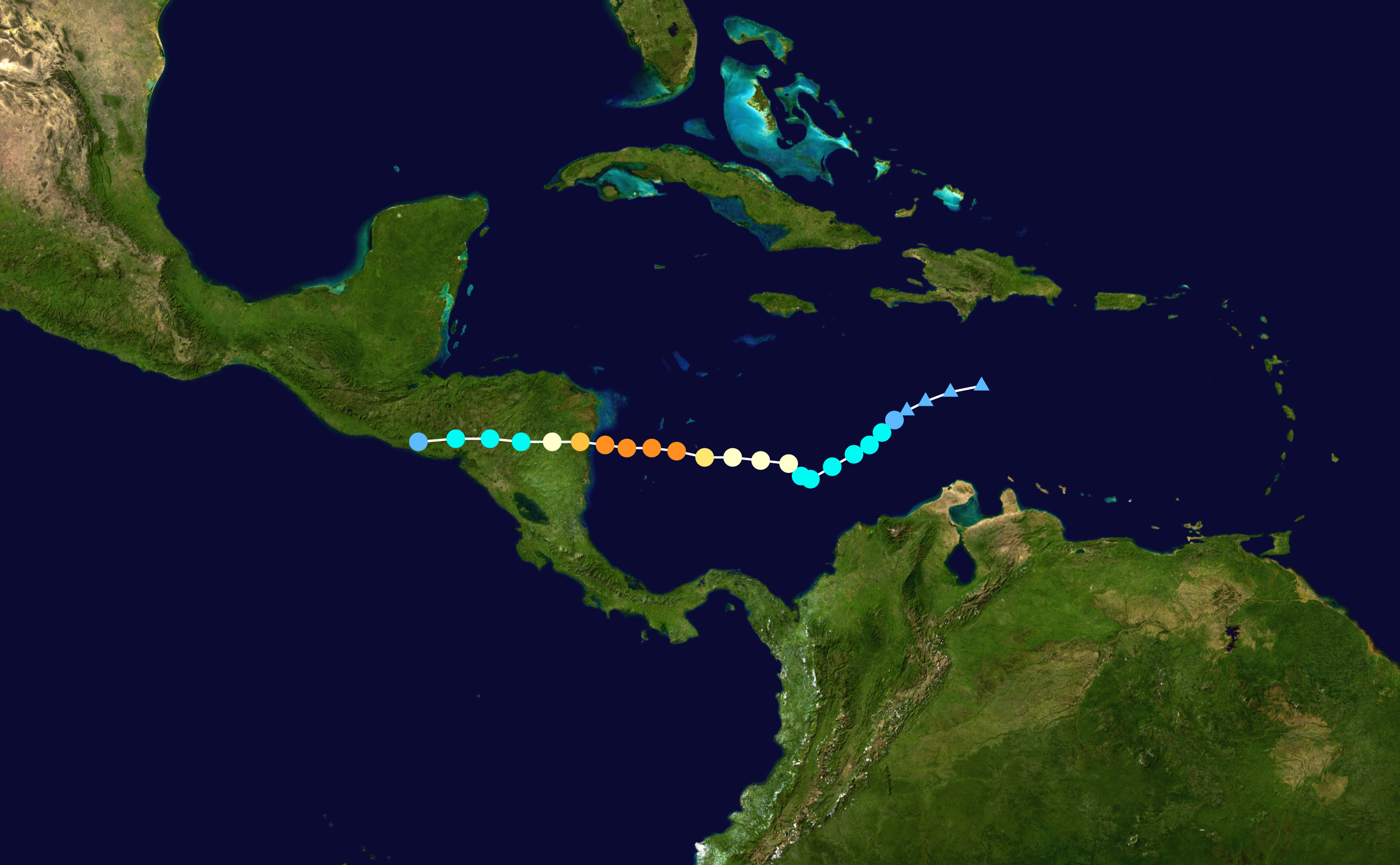
Mappa dell'intensità dell'uragano Iota lungo il suo percorso.

Alle 18:00 UTC dell'8 novembre 2020, il National Hurricane Center ha iniziato a monitorare un'onda tropicale, in movimento verso il mare dei Caraibi, in vista di una possibile ciclogenesi tropicale. Alle 06:00 UTC del 10 novembre, l'onda si è mossa sul mare dei Caraibi orientale e nel corso dell'11 e del 12 novembre, continuando a dirigersi verso ovest, è diventata sempre più organizzata. Alle 15:00 UTC del 13 novembre, la perturbazione è stata quindi classificata dal NHC come depressione tropicale trentuno, mentre si trovava 500 km a sud-sud-est della Giamaica. Sei ore più tardi, la depressione si è rafforzata a tempesta tropicale, ricevendo il nome Iota.
Inizialmente un ulteriore rafforzamento della tempesta è stato ostacolato da un moderato wind shear, fino a quando nel pomeriggio del 14 novembre l'attività convettiva intorno al centro ha iniziato ad aumentare e alle 06:00 UTC del 15 novembre Iota è diventata un uragano di categoria 1. Ha quindi avuto inizio una fase di rapida intensificazione e il 16 novembre Iota si è rafforzato prima ad uragano di categoria 2 alle 00:00 UTC, poi di categoria 3 alle 06:00 UTC e infine di categoria 4 alle 06:40 UTC. Alle 15:00 UTC, un volo di ricognizione ha rilevato una pressione centrale minima di 917 mbar e venti massimi sostenuti di 250 km/h, sufficienti a classificare Iota come uragano di categoria 4.

## Preparazione
Il pomeriggio del 14 novembre, il governo della Colombia ha emesso un allarme tempesta per l'isola di San Andres e un allarme uragano per l'isola di Providencia. Poco più tardi, un allarme uragano è stato emesso anche per la costa tra Sandy Bay Sirpi e il confine con l'Honduras da parte del governo del Nicaragua, insieme ad un allarme tempesta per le aree tra Sandy Bay Sirpi e
Bluefields. Il governo dell'Honduras ha invece emanato un allarme uragano per la costa tra Punta Patuca e il confine con il Nicaragua e un allarme tempesta per le zone tra Punta Patuca e Punta Castilla. Il 16 novembre, il governo dell'Honduras ha esteso l'allarme tempesta da Punta Castilla al confine con il Guatemala, comprese anche le Islas de la Bahía.

## Impatto

### Colombia
In Colombia, le forti piogge legate all'uragano Iota hanno causato ingenti danni. A Dabeiba, nel dipartimento di Antioquia, diversi eventi franosi hanno ucciso almeno 3 persone, distruggendo 67 abitazioni e danneggiandone altre 104. Nel dipartimento di Chocó le alluvioni hanno interessato dieci comuni e una frana ha provocato una vittima a El Carmen de Atrato. Nel dipartimento dell'Atlantico oltre 1 000 abitazioni sono state danneggiate, incluse 693 a Malambo, 200 a Candelaria e 150 a Carreto. Allagamenti diffusi hanno interessato anche Cartagena de Indias.